# La mujer de la cofia
La mujer de la cofia es una pintura al óleo sobre tela realizada por Pablo Picasso el año 1901 en París y que forma parte de la colección permanente del Museo Picasso de Barcelona. Se expone en la sala 8 y fue donado en 1985 por Jacqueline Picasso. Se encuentra firmado «Picasso» en la parte superior derecha.

## Descripción
En la primavera de 1901, Picasso emprende el segundo viaje a París. Se instala en el mismo taller que unos meses atrás había ocupado su malogrado amigo Carlos Casagemas. Entre otoño de 1901 y enero de 1902, la obra del artista experimentó un cambio temático y cromático radical. Picasso afirmó tiempo después que fue pensar en la muerte de su amigo lo que le llevó a pintar en azul.

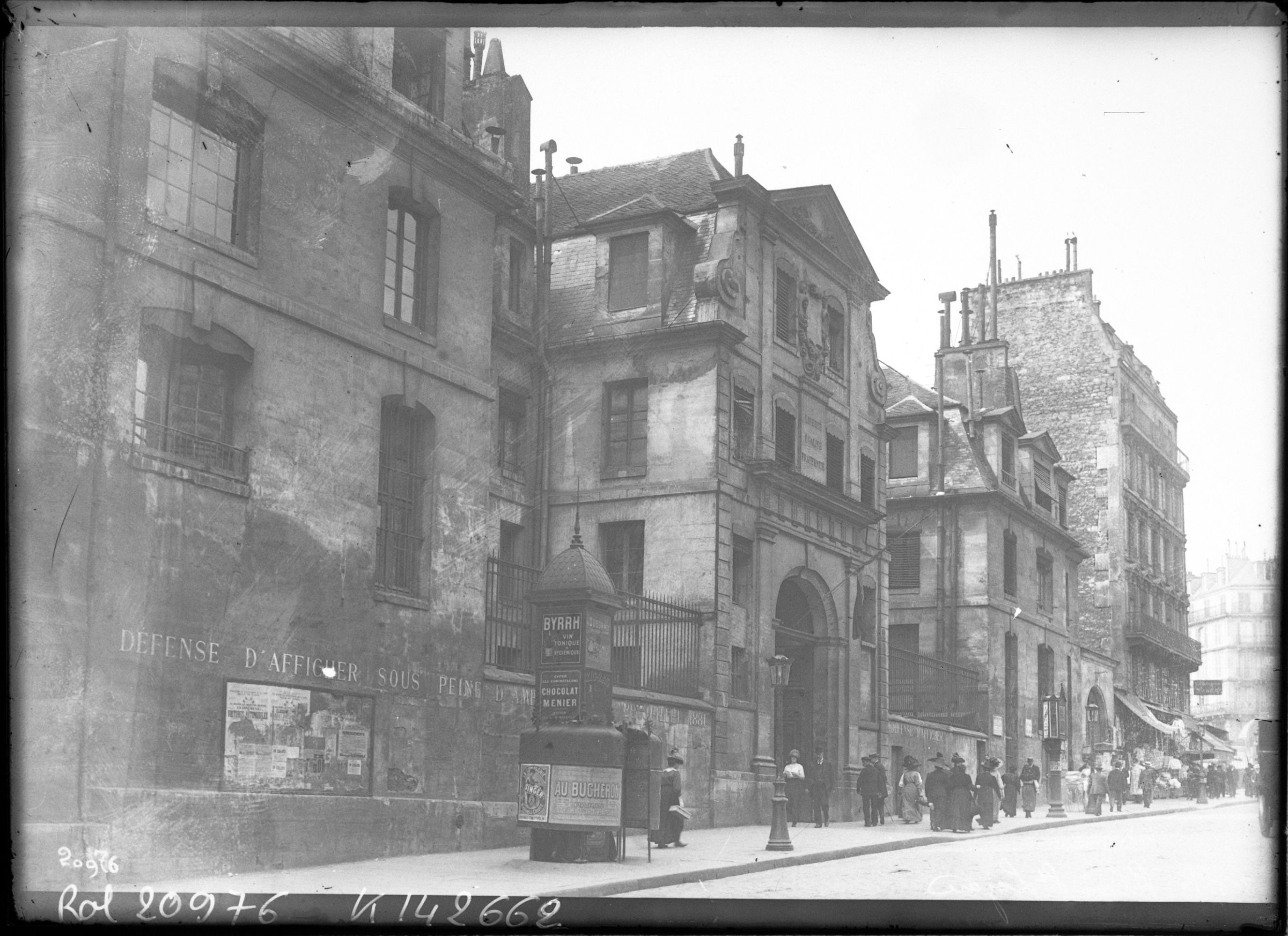
Prisión de Saint Lazare en 1912.

A lo largo de toda su vida, Picasso se sintió cautivado por los personajes tabú, que protagonizaron obras muy importantes, Saint-Lazare, penal de mujeres y hospital de enfermedades venéreas, estaba situado cerca de Montmartre. Picasso lo visitó en varias ocasiones, según las indicaciones de Olivier Sainsière, consejero de Estado y uno de los primeros coleccionistas de su obra. El artista, inspirándose en estas mujeres y su particular indumentaria, realizó diferentes pinturas, entre las que destaca Las dos hermanas (óleo de la época azul, de 1902, hoy en el museo del Hermitage, de San Petersburgo).
La mujer de la cofia, pertenece a este grupo de cautivas, víctimas de la sociedad, que Picasso extrae de aquel lugar de siniestros pasadizos para situarlas delante de cortinajes o fondos neutros, que configuran un espacio indefinido y atemporal. La descontextualización de las figuras convierte a la mujer enferma, desesperanzada y maltratada por la vida, en una mujer que transpira una enorme sensibilidad y serenidad.
Estilísticamente, la figura, de silueta perfilada, conecta con las estilizaciones y los amaneramientos de El Greco y con la simplificación de Gauguin. A éste también le une el uso y el aprovechamiento plástico del decoroso tocado, el gorro frigio en este caso. El uniforme de las reclusas, además del singular gorro,  -blanco para las sifilíticas-, está formado por amplias blusas a rayas blancas y negras, que Picasso, suele sustituir por hábitos azules. La capa de pintura es muy gruesa, con pinceladas muy marcadas.

## Otra versión
Una versión de este tema ha aparecido mediante examen radiográfico de la obra Retrato azul de Sabartés. La radiografía permite verificar que esta pintura se hizo sobre otra, en la que aparece el busto de una mujer joven con la toca blanca que utilizaban las prisioneras y enfermas de Saint-Lazare. La tela hoy forrada, fue trasladada de París a Barcelona a principios de 1902 por Picasso, que la colocó en un marco de cornucopia en el local Els Quatre Gats. Actualmente se observan en ella señales que marcan el contorno del antiguo marco ovalado.